# Heterotrissocladius latilaminus
Heterotrissocladius latilaminus är en tvåvingeart som beskrevs av Ole Anton Saether 1975. Heterotrissocladius latilaminus ingår i släktet Heterotrissocladius och familjen fjädermyggor. Inga underarter finns listade i Catalogue of Life.